# 판필로프 사단의 28 용사
《판필로프 사단의 28 용사》(러시아어: Двадцать восемь панфиловцев)는 2016년에 개봉한 러시아의 영화이다.

## 캐스팅
- 막심 아브로시모프
- 세르게이 아가포노프
- 막심 벨보로도프
- 안드레이 보드렌코프
- 올레크 표도로프 - 스타시나 그리고리 셰미야킨 역